# Elvin Ottoson

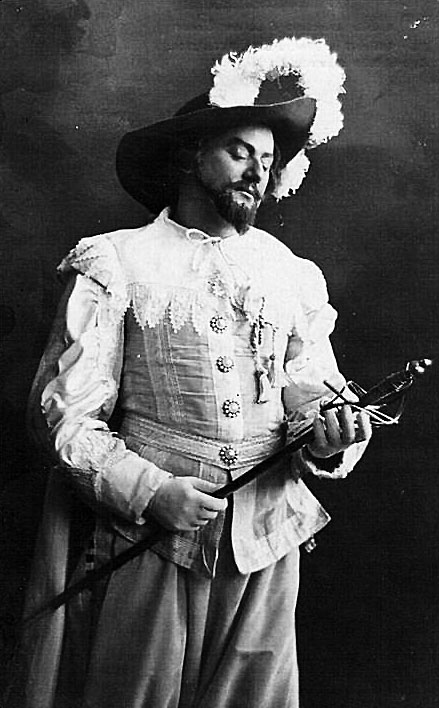
Som Don Cesar i operetten med samma namn

Elvin Henrik Ottoson, född 14 april 1880 i Köpenhamn, död 22 november 1950 i Gustav Vasa församling i Stockholm, var en svensk operettsångare (tenor), skådespelare, regissör och teaterchef.

## Biografi
Ottoson tog studentexamen i Lund 1899 och gjorde därefter studieresor till Österrike, Tyskland, Frankrike och Danmark. Efter en anställning som banktjänsteman debuterade han på Frederiksbergs teater i Köpenhamn, där han var engagerad till augusti samma år. 
Säsongen 1908–1909 var han vid Anton Salmsons operettsällskap, 1909–1910 vid Operett-teatern i Stockholm, 1910–1913 hos Albert Ranft, 1913–1926 vid Oscarsteatern. 
Han hade 1926 en egen turné och var somrarna 1926 och 1927 ledare för teatern i Södra folkparken i Stockholm. 1928 ledde han Utställningsteatern i Jönköping, 1931–1932 var han vid Odeonteatern under Oskar Textorius, 1933–1935 åter vid Oscarsteatern under Hjalmar Lundholm, 1935–1936 vid Stora Teatern i Göteborg, och 1942 och 1944 vid Hippodromteatern i Malmö. Han gjorde även gästspel i Sverige, Norge och Finland.
Ottoson spelade även i ett flertal svenska filmer och skrev boken Minns du det än: ett avsnitt ur operettens historia (1941) samt handledningsböcker i amatörteater.
Han var från 1921 till sin död gift med operettsångaren Märta Olsson. De är begravda på Norra begravningsplatsen utanför Stockholm.

## Filmografi
Enligt Svensk Filmdatabas:
- 1913 – Filmdrottningen
- 1923 – Hemslavinnor
- 1932 – Landskamp
- 1937 – Skicka hem nr. 7
- 1939 – Skanör-Falsterbo
- 1940 – En sjöman till häst
- 1940 – Blyge Anton
- 1941 – Uppåt igen
- 1941 – Ung dam med tur
- 1941 – Snapphanar
- 1941 – Lasse-Maja
- 1942 – Stinsen på Lyckås
- 1942 – Tre skojiga skojare
- 1942 – Tre glada tokar
- 1942 – Sol över Klara
- 1943 – Livet på landet
- 1943 – I brist på bevis
- 1945 – Sten Stensson kommer till stan
- 1948 – Banketten
- 1950 – Kyssen på kryssen
- 1950 – Fästmö uthyres
- 1950 – Kvartetten som sprängdes

## Teater

### Roller (ej komplett)
| År   | Roll                                    | Produktion                                                                           | Regi                       | Teater             |
| ---- | --------------------------------------- | ------------------------------------------------------------------------------------ | -------------------------- | ------------------ |
| 1909 | Prinsen                                 | H.K.H. Léon Xanrof, Ivan Caryll och Jules Chancel                                    |                            | Operett-teatern    |
| 1915 | Petrov, gardesofficer                   | Madame Szibill Victor Jacobi                                                         | Oskar Textorius            | Oscarsteatern      |
| 1917 | Edwin Ronald                            | Csardasfurstinnan Emmerich Kálmán, Leo Stein och Béla Jenbach                        | Oskar Textorius            | Oscarsteatern      |
| 1917 |                                         | Jungfruburen Alfred Maria Willner, Heinz Reichert, Franz Schubert och Heinrich Berté |                            | Oscarsteatern      |
| 1917 | Frans av Lothringen                     | Kejsarinnan Maria Théresia Leo Fall, Julius Brammer och Alfred Grünwald              | Oskar Textorius            | Oscarsteatern      |
| 1919 |                                         | Mr Jack Anders Eje och Fred Winter                                                   | Carl Barcklind             | Oscarsteatern      |
| 1920 |                                         | En balnatt Oscar Straus, Leopold Jacobson och Robert Bodanzky                        | Elvin Ottoson              | Oscarsteatern      |
| 1921 | Don Cesar                               | Don Cesar Rudolf Dellinger och Oscar Walther                                         | Albert Ranft Elvin Ottoson | Stora Teatern      |
| 1921 |                                         | Damen i hermelin Jean Gilbert, Rudolph Schanzer och Ernst Welisch                    | Carl Barcklind             | Oscarsteatern      |
| 1921 |                                         | Tiggarstudenten Karl Millöcker, Richard Genée och Friedrich Zell                     | Elvin Ottoson              | Oscarsteatern      |
| 1922 | Sändebudet från Illyrien                | Lucullus Jean Gilbert, Rudolf Schanzer och Ernst Welisch                             | Carl Barcklind             | Oscarsteatern      |
| 1923 |                                         | Greven av Luxemburg Franz Lehár, Alfred Maria Willner och Robert Bodansky            | Nils Johannisson           | Oscarsteatern      |
| 1923 | Prins Sascha av Koruga                  | Katja Jean Gilbert, Leopold Jacobson och Rudolph Österreicher                        | Nils Johannisson           | Oscarsteatern      |
| 1923 |                                         | Madame Pompadour Rudolf Schanzer, Ernst Welisch och Leo Fall                         | Nils Johannisson           | Oscarsteatern      |
| 1923 | Gaston Deligny                          | Gri-Gri Paul Lincke, Heinrich Bolten-Baeckers och Jules Chancel                      | Elvin Ottoson              | Oscarsteatern      |
| 1924 |                                         | Rajhan Anders Eje och Fred Winter                                                    | Nils Johannisson           | Oscarsteatern      |
| 1924 | Den tyske prinsen                       | Operettprinsessan Richard Kessler, Will Steinberg och Walter Brommé                  | Nils Johannisson           | Oscarsteatern      |
| 1924 | Greve Sergitj                           | Kvinnan i purpur Jean Gilbert, Leopold Jacobson och Rudolf Oesterreicher             | Nils Johannisson           | Oscarsteatern      |
| 1925 |                                         | Nattens drottning Franz Arnold, Ernst Bach och Walter Kollo                          | Valdemar Dalquist          | Vasateatern        |
| 1925 |                                         | Damerna från Olympen Rudolf Schanzer, Ernst Welisch och Rudolf Nelson                | Nils Johannisson           | Oscarsteatern      |
| 1927 | Direktör Ängel                          | När oskulden sover Johann Strauss den yngre, Oskar Friedman och Fritz Lunzer         | Thure Alfe                 | Södra Teatern      |
| 1931 | John Cunlight                           | Viktorias husar Paul Abraham, Emmerich Földes, Alfred Grünwald och Fritz Löhner-Beda | Oskar Textorius            | Odéonteatern Turné |
| 1932 | Reginald Harold Stone, kapten i marinen | Blomman från Hawaii Paul Abraham, Alfred Grünwald och Fritz Löhner-Beda              | Oskar Textorius            | Odeonteatern       |
| 1933 |                                         | Nymånen Oscar Hammerstein, Laurence Schwab, Frank Mandel och Sigmund Romberg         | Harry Stangenberg          | Oscarsteatern      |
| 1934 | Felice Bacchiocchi                      | Paganini Paul Kneppler, Beda Jenbach och Franz Lehár                                 | Harry Stangenberg          | Oscarsteatern      |
| 1934 | Gustave Major Henri de Château-Gibus    | Lilla helgonet Hervé, Henri Meilhac och Albert Millaud                               | Nils Johannisson           | Oscarsteatern      |
| 1934 | Ferdinand Binder                        | Jungfruburen Alfred Maria Willner, Heinz Reichert, Franz Schubert och Heinrich Berté | Nils Johannisson           | Oscarsteatern      |
| 1934 |                                         | En kvinna som vet vad hon vill Louis Verneuil, Alfred Grünwald och Oscar Straus      | Nils Johannisson           | Oscarsteatern      |

### Regi (ej komplett)
| År   | Produktion                                  | Upphovsmän                                              | Teater                                          |
| ---- | ------------------------------------------- | ------------------------------------------------------- | ----------------------------------------------- |
| 1918 | Den hemliga agenten Der verliebte Herzog    | Jean Gilbert, Georg Okonkowski och Hans Bachwitz        | Oscarsteatern                                   |
| 1919 | Nya syndafallet, revy                       | Otto Hellkvist, Berndt Carlberg                         | Oscarsteatern                                   |
| 1919 | Lille hertigen Le petit duc                 | Charles Lecocq, Henri Meilhac och Ludovic Halévy        | Oscarsteatern                                   |
| 1920 | Den skönaste av alla                        | Jean Gilbert och Georg Okonkowski                       | Oscarsteatern                                   |
| 1920 | En balnatt Eine Ballnacht                   | Oscar Straus, Leopold Jacobson och Robert Bodanzky      | Oscarsteatern                                   |
| 1920 | Don Cesar                                   | Rudolf Dellinger och Oscar Walther                      | Oscarsteatern Regi tillsammans med Albert Ranft |
| 1921 | Surcouf                                     | Robert Planquette och Henri Chivot                      | Oscarsteatern                                   |
| 1921 | Tiggarstudenten Der Bettelstudent           | Karl Millöcker, Richard Genée och Friedrich Zell        | Oscarsteatern                                   |
| 1922 | Kusinen från Batavia Der Vetter aus Dingsda | Eduard Künneke, Herman Haller och Fritz Oliven          | Oscarsteatern                                   |
| 1923 | Gri-Gri                                     | Heinrich Bolten-Baeckers, Jules Chancel och Paul Lincke | Oscarsteatern                                   |